# Plédéliac
Plédéliac [pledeljak] est une commune française située dans le département des Côtes-d'Armor, en région Bretagne.

## Géographie

### Localisation
Plédéliac est située entre Dinan et Lamballe, à 11 km à l'est de Lamballe.

### Communes limitrophes
| Quintenic                   | Saint-Denoual | Landébia, Pléven                  |
| Saint-Rieul, Lamballe-Armor | Plédéliac     | Plorec-sur-Arguenon               |

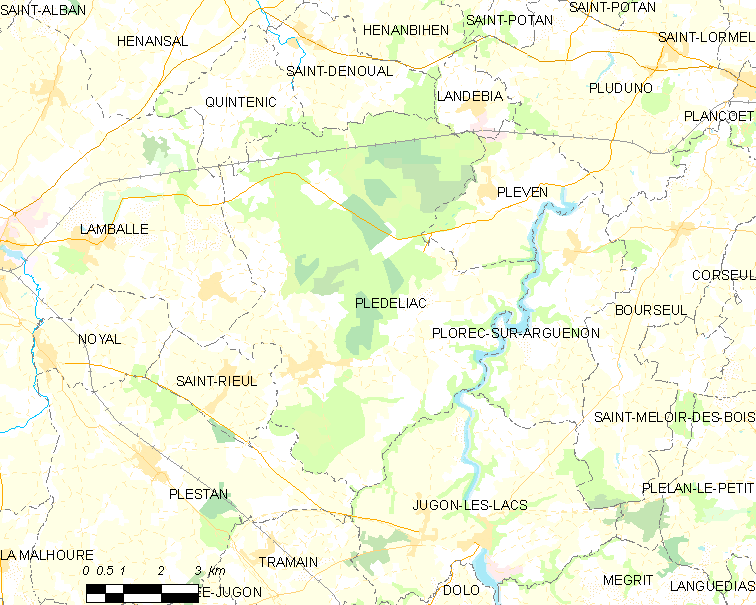
Carte de Plédéliac et des communes avoisinantes.

| Plestan                     |               | Jugon-les-Lacs - Commune nouvelle |

### Lieux-dits, hameaux et écarts
La commune de Plédéliac comprend, outre le bourg, de nombreux lieux-dits, parmi lesquels : le Chêne-au-Loup, Saint-Jean, la Chênaie, la Tortillais, la Bertière, la Denais, le Fougeray, le Frêne, Saint-Maleu, le Plessis-Camet, la Villéon, Loiserie, le Pré, le Saint-Esprit-des-Bois, le Chef-du-Bois, la Ville-Morvan, la Brousse, la Goudais, le Clos, le Lié, la Plançonnais, Saint-André, la Pefferie, etc..
Trois forêts couvrent une partie de la commune :
- la forêt de Saint-Aubin (2 600 ha, forêt privée) ,
- la forêt de Coat-Jégu (forêt privée),
- la forêt de la Hunaudaye (1 040 ha, forêt domaniale)[1].

### Hydrographie
Pour un article plus général, voir Réseau hydrographique des Côtes-d'Armor.
La commune est située dans le bassin Loire-Bretagne. Elle est drainée par l'Arguenon, le Guébriand, l'Étang du Guillier et le Gast,,.
L'Arguenon, d'une longueur de 53 km, prend sa source dans la commune du Mené et se jette  dans la Manche en limite de Saint-Cast-le-Guildo et de Saint-Jacut-de-la-Mer, après avoir traversé dix communes.  Les caractéristiques hydrologiques de l'Arguenon sont données par la station hydrologique située sur la commune de Jugon-les-Lacs. Le débit moyen mensuel est de 0,834 m3/s. Le débit moyen journalier maximum est de 25,1 m3/s, atteint lors de la crue du 28 février 2010. Le débit instantané maximal est quant à lui de 36,1 m3/s, atteint le même jour.
Le Guébriand, d'une longueur de 20 km, prend sa source dans la commune  et se jette  dans la baie de l'Arguenon en limite de Saint-Lormel et de Saint-Cast-le-Guildo, après avoir traversé six communes. 
Deux plans d'eau complètent le réseau hydrographique : la retenue de l'Arguenon, d'une superficie totale de 145,3 ha (57,08 ha sur la commune) et l'étang du Pont Graveloup (1,05 ha),.

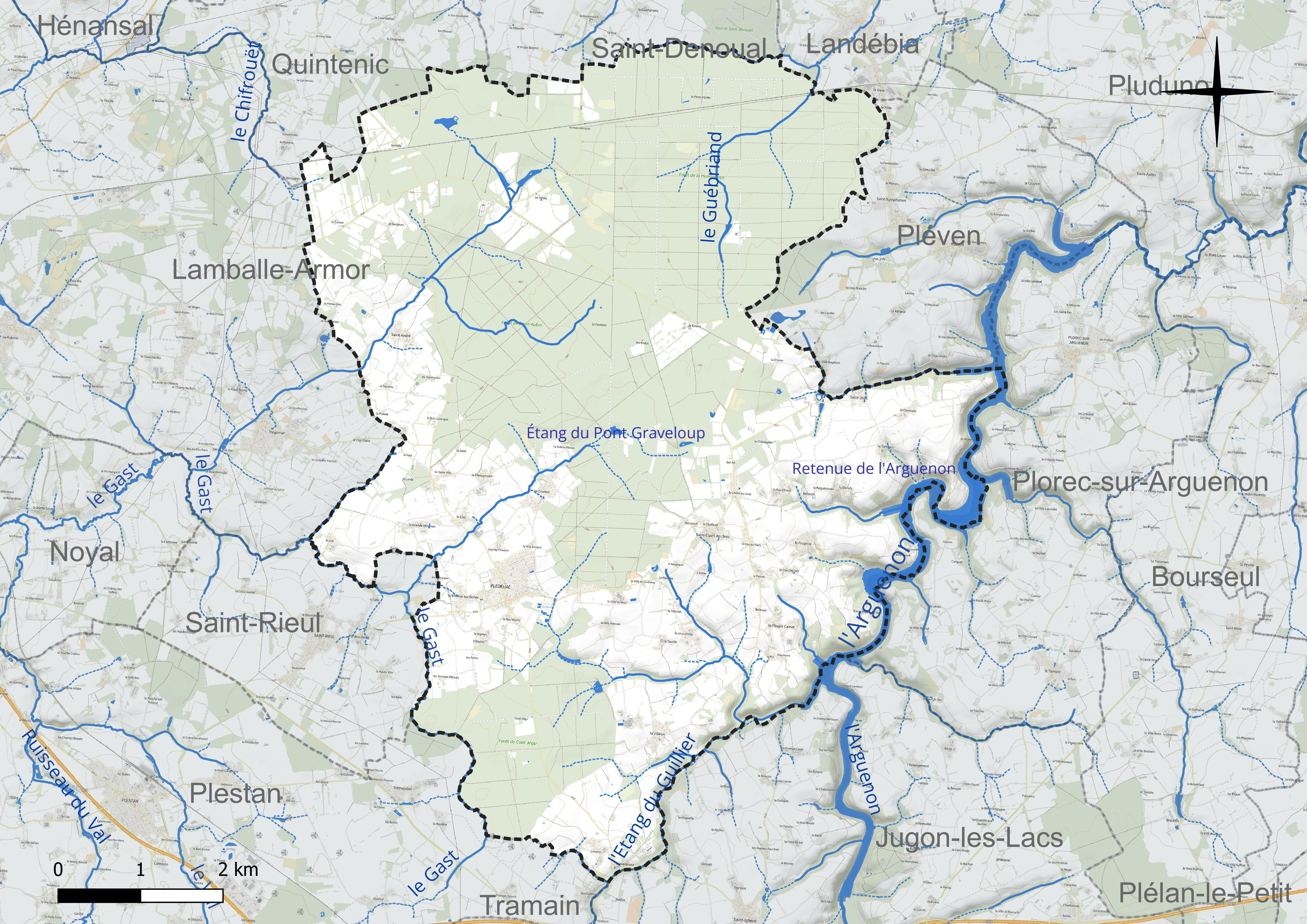
Réseau hydrographique de Plédéliac.

### Climat
Pour des articles plus généraux, voir Climat de la Bretagne et Climat des Côtes-d'Armor.
En 2010, le climat de la commune est de type climat océanique franc, selon une étude du Centre national de la recherche scientifique s'appuyant sur une série de données couvrant la période 1971-2000. En 2020, Météo-France publie une typologie des climats de la France métropolitaine dans laquelle la commune est exposée à un climat océanique et est dans la région climatique Finistère nord, caractérisée par une pluviométrie élevée, des températures douces en hiver (6 °C), fraîches en été et des vents forts. Parallèlement l'observatoire de l'environnement en Bretagne publie en 2020 un zonage climatique de la région Bretagne, s'appuyant sur des données de Météo-France de 2009. La commune est, selon ce zonage, dans la zone « Intérieur », exposée à un climat médian, à dominante océanique.
Pour la période 1971-2000, la température annuelle moyenne est de 11,3 °C, avec  une amplitude thermique annuelle de 11,6 °C. Le cumul annuel moyen de précipitations est de 729 mm, avec 12,3 jours de précipitations en janvier et 6,5 jours en juillet. Pour la période 1991-2020, la température moyenne annuelle observée sur la station météorologique la plus proche, située sur la commune de Quintenic à 8 km à vol d'oiseau, est de 11,6 °C et le cumul annuel moyen de précipitations est de 769,8 mm,. Pour l'avenir, les paramètres climatiques de la commune estimés pour 2050 selon différents scénarios d'émission de gaz à effet de serre sont consultables sur un site dédié publié par Météo-France en novembre 2022.

## Urbanisme

### Typologie
Au 1er janvier 2024, Plédéliac est catégorisée commune rurale à habitat dispersé, selon la nouvelle grille communale de densité à 7 niveaux définie par l'Insee en 2022.
Elle est située hors unité urbaine et hors attraction des villes,.

### Occupation des sols
L'occupation des sols de la commune, telle qu'elle ressort de la base de données européenne d’occupation biophysique des sols Corine Land Cover (CLC), est marquée par l'importance des forêts et milieux semi-naturels (53,5 % en 2018), une proportion sensiblement équivalente à celle de 1990 (53,1 %). La répartition détaillée en 2018 est la suivante : 
forêts (52 %), zones agricoles hétérogènes (21,7 %), terres arables (20,2 %), prairies (2,4 %), milieux à végétation arbustive et/ou herbacée (1,5 %), eaux continentales (1,1 %), zones urbanisées (1 %). L'évolution de l’occupation des sols de la commune et de ses infrastructures peut être observée sur les différentes représentations cartographiques du territoire : la carte de Cassini (XVIIIe siècle), la carte d'état-major (1820-1866) et les cartes ou photos aériennes de l'IGN pour la période actuelle (1950 à aujourd'hui).

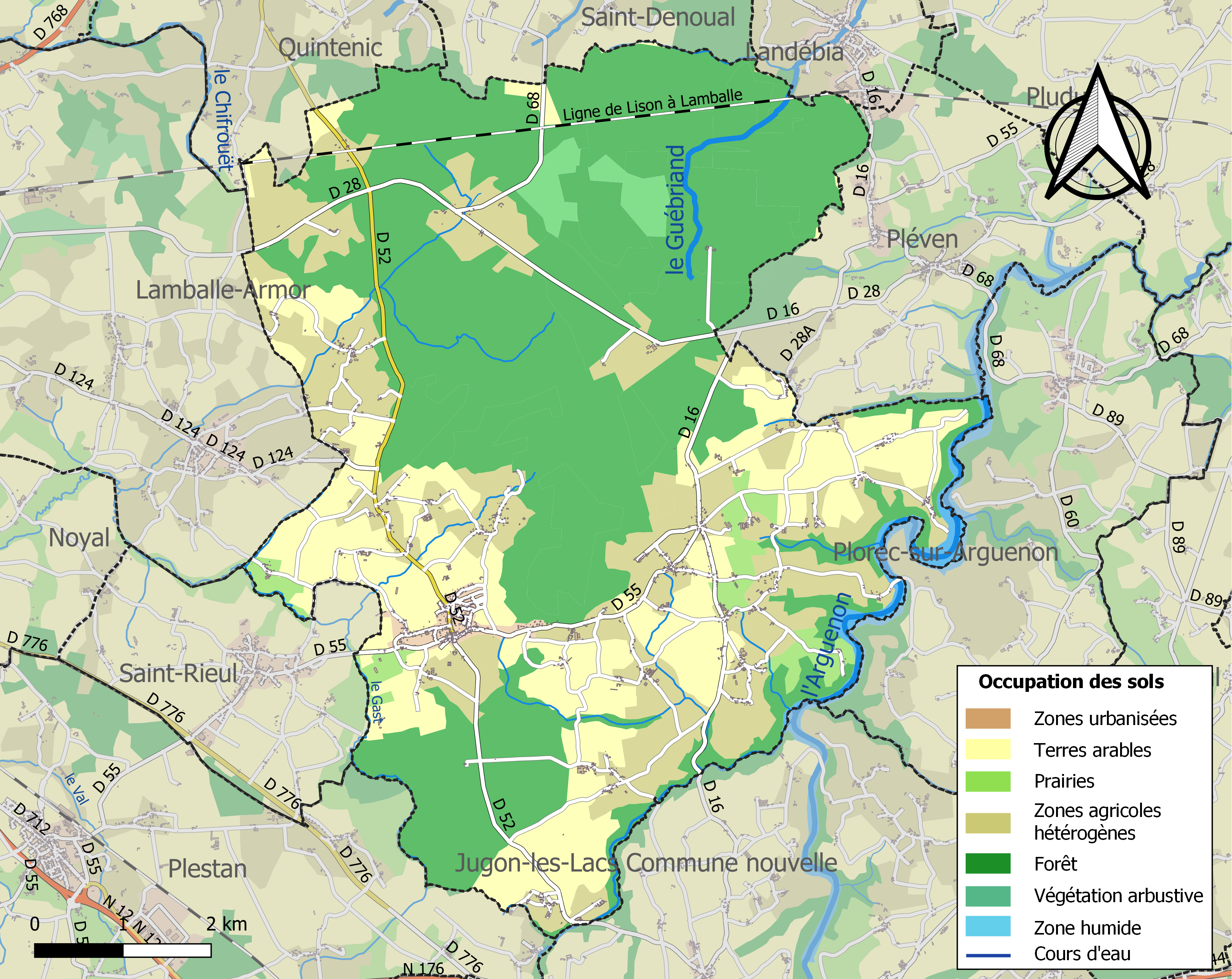
Carte des infrastructures et de l'occupation des sols de la commune en 2018 (CLC).

## Toponymie
Le nom de la localité est attesté sous les formes Pledelia en 1187 et en 1200, Pledeliau en 1219, Parrochia de Pludeliau et Pledelia en 1234, Pludelia en 1248, 1264, 1298 et vers 1330, Pledeliat en 1364, Pledelia en 1420, 1514, 1536 et en 1583, Pledeliac en 1569.
Son nom vient du breton ploe qui désigne une paroisse et de Théliau ou Théleau.
Le nom en gallo est Plédélia.

## Histoire

### Moyen Âge
L'allée couverte qui se situait à proximité du village de Saint-André attestait d'une présence humaine des environs de Plédéliac dès la Préhistoire. Cependant, la paroisse n'est évoquée dans les documents historiques qu'à partir du Moyen Âge.

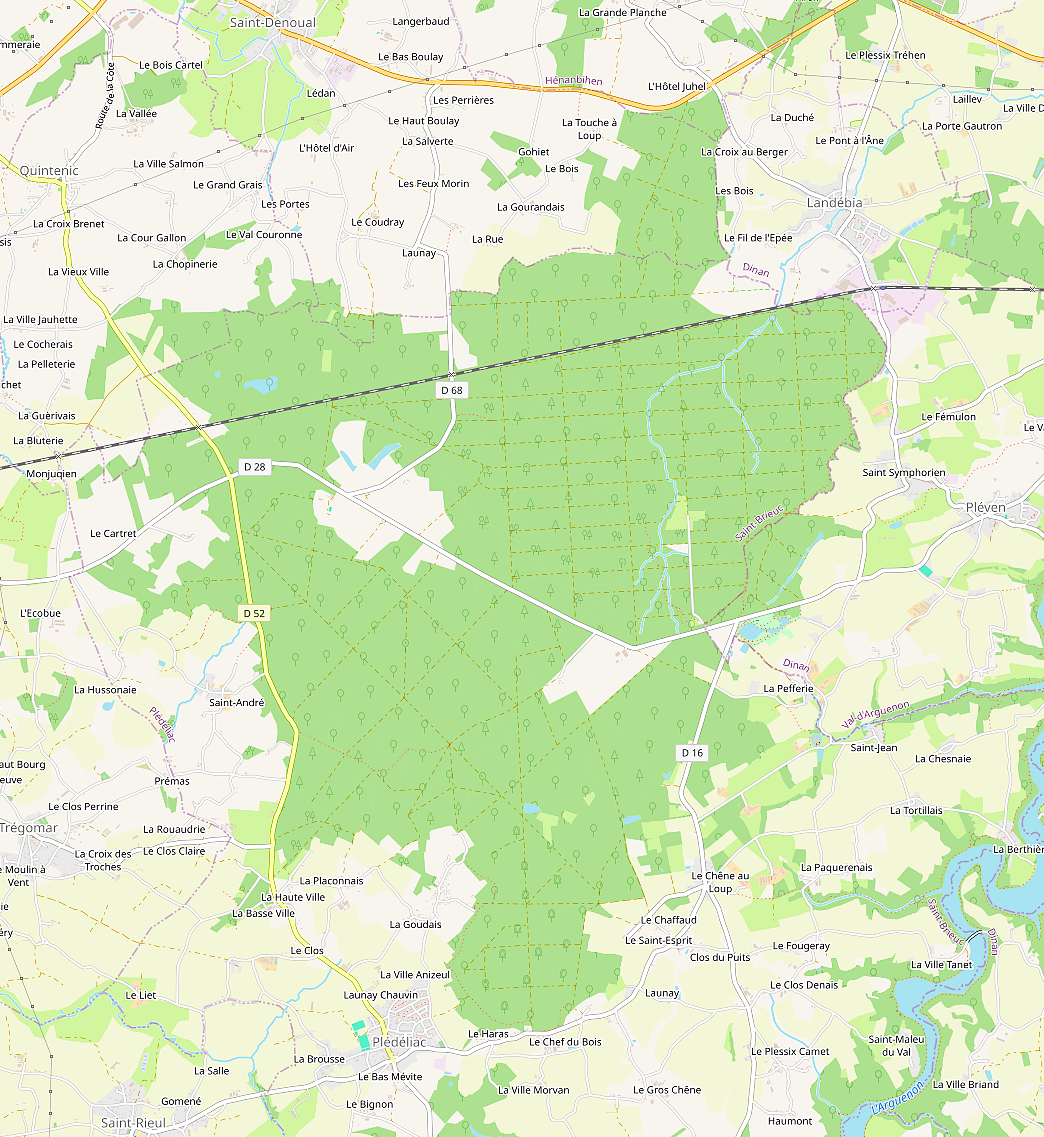
La foret de la Hunaudaye (Openstreetmap).

En 1214, le duc de Bretagne, Pierre Mauclerc, autorise les Tournemine à construire une forteresse. Il leur offre pour cela les terres de Pléhérel, de Landébia et de la forêt alors dite « de Lamballe ». Puis, les seigneurs de la Hunaudaye et de Penthièvre accueillent sur leurs terres les religieux du prieuré du Saint-Esprit et de l'abbaye Saint-Aubin des Bois, qui contribuent au défrichement, à la mise en valeur du territoire et au développement de techniques agricoles nouvelles.
La forteresse de la Hunaudaye, construite à partir de 1220, était la clé du Penthièvre ; érigée en baronnie au XVe, elle résista aux tentatives de démolition lors de la Révolution française.
Dès l'époque médiévale, l'importance de la forêt sur le territoire est cruciale. L'antique forêt de Lanmeur est rebaptisée forêt de la Hunaudaye lors de la montée en puissance des Tournemine, les seigneurs du château de la Hunaudaye.
Peu à peu, c'est autour de l'église paroissiale Saint-Malo que se développe le bourg de Plédéliac. La seigneurie de La Hunaudaye, quant à elle, est érigée en baronnie des États de Bretagne le 6 septembre 1487.

### Temps modernes

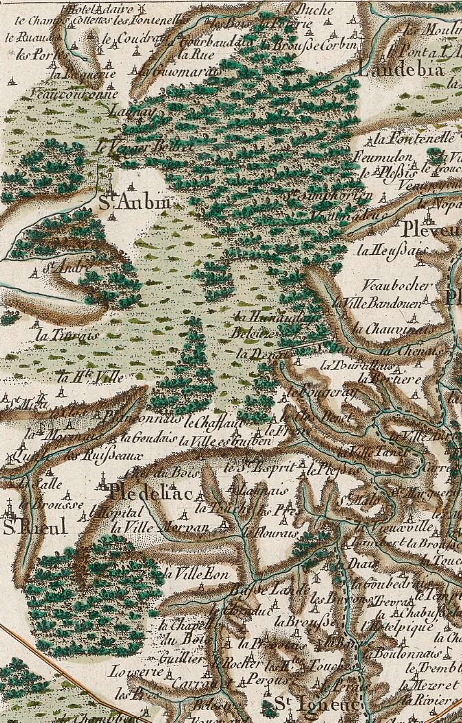
Carte de Cassini de la paroisse de Plédéliac (1803).

Jean-Baptiste Ogée décrit ainsi Plédéliac en 1778 :

« Plédéliac ; à 6 lieues à l'Est-Sud-Est de Saint-Brieuc, son évêché ; à 14 lieues de Rennes et à 2 lieues de Lamballe, sa subdélégation. Cette paroisse ressortit à Jugon, et compte 1 500 communiants. M. le Comte de Rieux en est le seigneur ; la cure est à l'Ordinaire. Launay, moyenne justice , à M. Moisan de la Ville-Hirouet ; la Morinais, moyenne justice, à M. du Bilier-Brunet ; le Chef-du-Bois, moyenne justice , à Madame de Keranroux de Fontelebon ; Cario , moyenne justice, à M. Launaye, recteur de Saint-Potan ; le Guilliers, moyenne justice, à M. Brunel du Guilliers ; Lorgeril, moyenne justice, à M. de Lorgeril ; la Ville Lirouet, la Hersardais, le Saint-Esprit des Bois, attaché du Prieuré à la cure de l'endroit ; et l'Abbaye de Saint-Aubin, Ordre de Cîteaux. »

### Révolution française
L'assemblée du général des paroissiens de Plédéliac en vue de la préparation des États généraux de 1789 est organisée le 5 avril 1789 ; elle est présidée par Gaspard Gallet, procureur fiscal de la baronnie de la Hunaudaye et se tient en présence de 22 paroissiens ; François Bedel est élu comme député pour représenter la paroisse à l'assemblée du tiers-état de la sénéchaussée ; un cahier de doléances est rédigé.
Au cours de la Révolution, le château et l'abbaye de Saint-Aubin sont pillés, comme tant d'autres en France, mais ne sont pas détruits.

### LeXIXesiècle

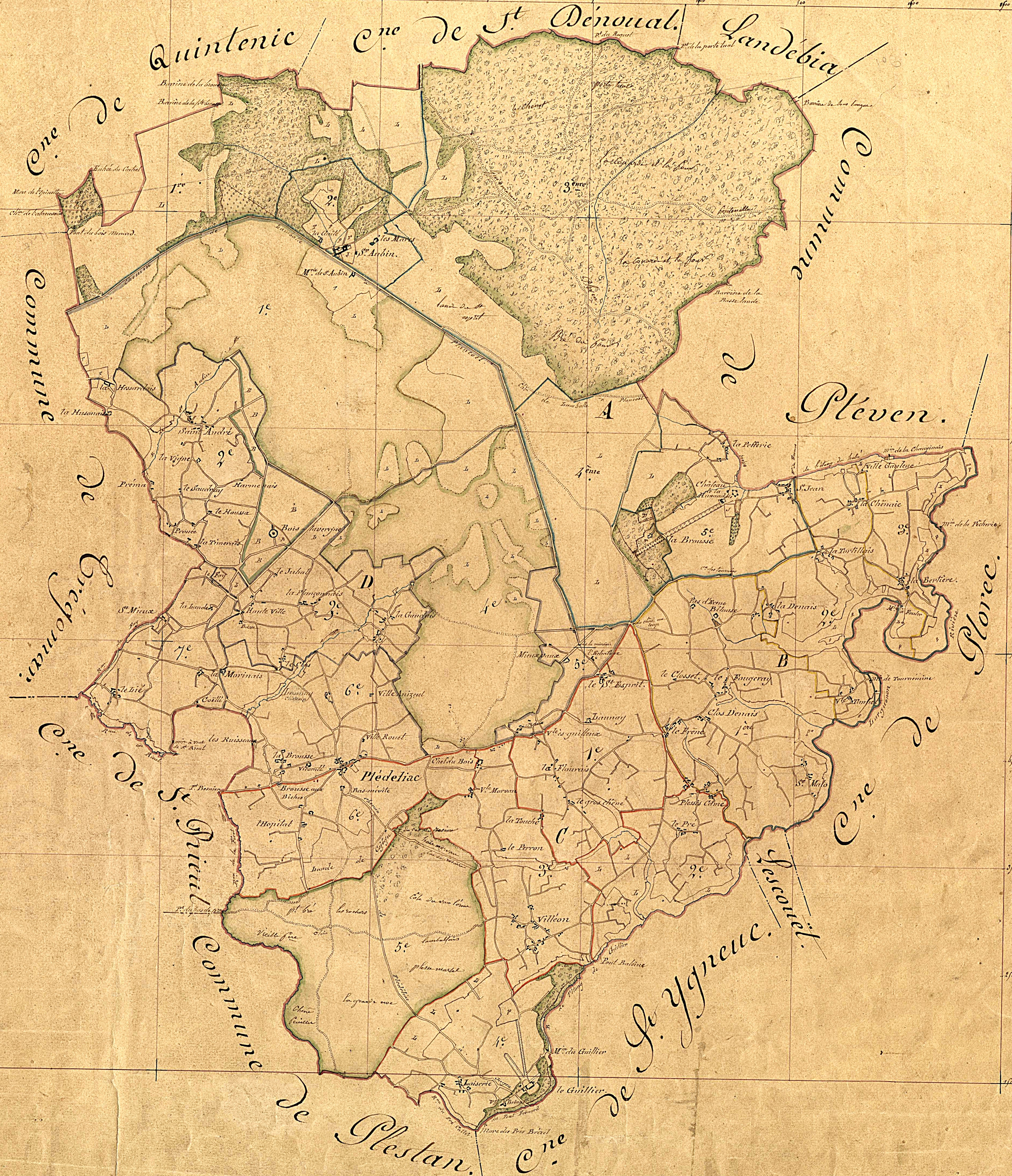
Plédéliac ː tableau d'assemblage du cadastre de 1837.

Jusqu'au début du XXe siècle, la forêt de la Hunaudaye est exploitée pour le charbon et le bois d'œuvre, ce qui apporte un complément important à la vocation agricole de la commune.
A. Marteville et P. Varin, continuateurs d' Ogée, décrivent ainsi Plédéliac en 1853 :

« Plédéliac : commune formée de l'ancienne paroisse de ce nom ; aujourd'hui succursale. (..) Principaux villages : Saint-Jean, la Chênais, la Tortillais, la Bertière, la Denais, le Fougeray, le Frêne, Saint-Mzlo, le Plessis-Cam3, Villéon, Loberie, le Pré, le Saint-Esprit, Chef-du-Bois, Ville-Morvan, la Brousse, la Gaudais, le Clos, le Lié, la Plançonnais, Saint-André, la Pefferie. Vieux château de la Hunaudaye ; château du Guilliers. Superficie totale : 5 174 hectares 75 ares, dont (..) terres labourables 1 616 ha, prés et pâturages 225 ha,
bois 2 125 ha, vergers et jardins 51 ha, landes et incultes 1 012 ha (..). Moulins : 3 (du Guillier, de Tournemine, à eau ; moulin à fouler. (..) Géologie : constitution granitique. On parle le français en fait le gallo]. »

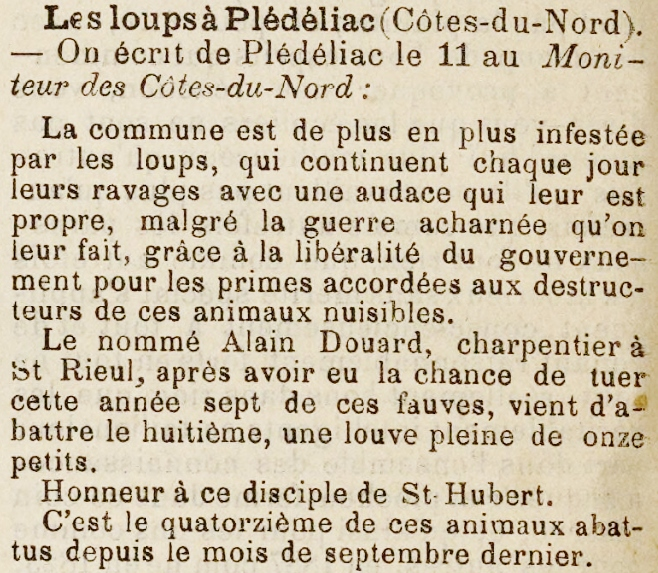
Les loups à Plédéliac en 1887.

### XXesiècle

#### La Belle Époque

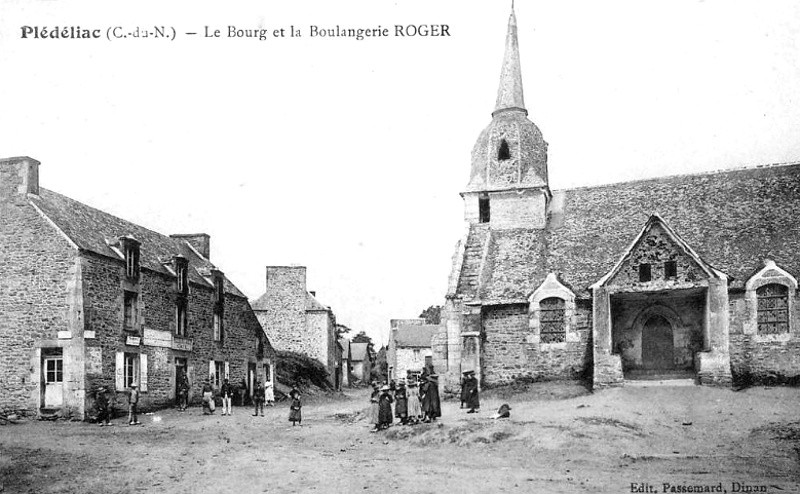
Le bourg de Plédéliac au début du XXe siècle (carte postale).
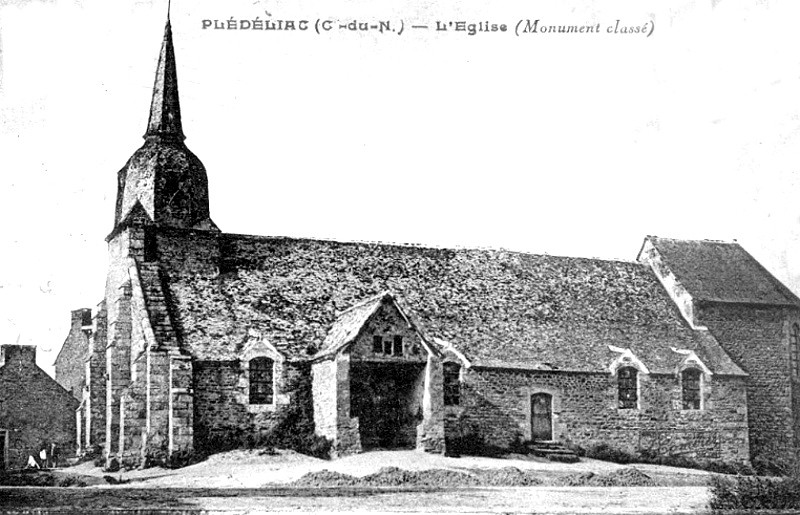
L'église de Plédéliac au début du XXe siècle (carte postale).
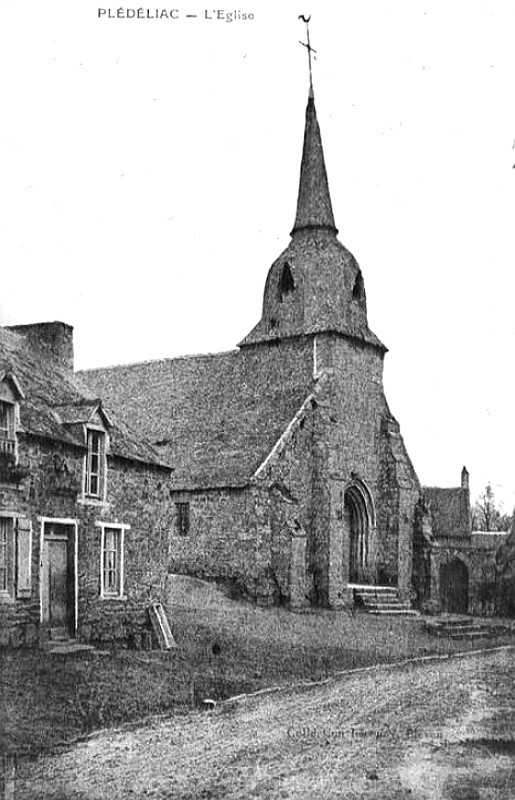
La façade de l'église de Plédéliac au début du XXe siècle (carte postale).

#### La Première Guerre mondiale
Le monument aux morts de Plédéliac porte les noms de 124 soldats morts pour la Patrie pendant la Première Guerre mondiale.

#### L'Entre-deux-guerres

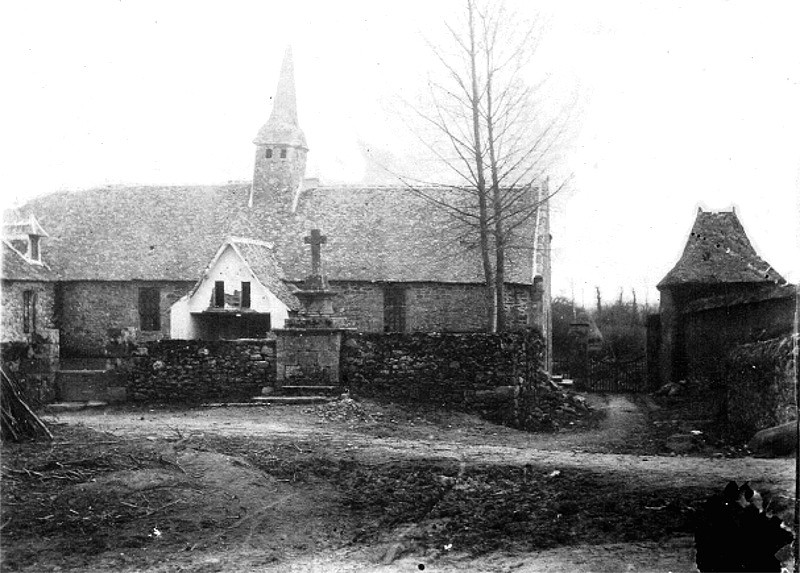
La chapelle du Saint-Esprit peu après sa reconstruction vers 1925.

#### La Seconde Guerre mondiale
Le monument aux morts de Plédéliac porte les noms de 14 personnes mortes pour la France durant la Seconde Guerre mondiale.
Au cours de la Seconde Guerre mondiale, en 1943 précisément, un maquis vient se fixer à la Hunaudaye et plusieurs parachutages d'armes sont effectués en 1944 dans les Landes de Plédéliac.
Après la Libération, le maquis de Plédéliac érige un camp d’internement pour anciens collaborateurs. Cette situation illégale ne durera que quelques jours.

## Politique et administration

### Liste des maires
| Période                                  | Période                  | Identité                                  | Étiquette | Qualité                                                        |
| ---------------------------------------- | ------------------------ | ----------------------------------------- | --------- | -------------------------------------------------------------- |
| Les données manquantes sont à compléter. |                          |                                           |           |                                                                |
| 1915                                     | 1918                     | Jérôme Jan                                |           | Laboureur                                                      |
| 1918                                     |                          | Comte du Guillier                         |           |                                                                |
| ?                                        | février 1937 (démission) | Comte René Brunet du Guillier (1875-1946) |           | Propriétaire du château du Guillier                            |
| mars 1937                                | mars 1940 (décès)        | Léon Chambrin                             |           | Médecin                                                        |
| vers 1942                                |                          | Fraboul                                   |           |                                                                |
| 1944                                     |                          | Comité local de libération                |           |                                                                |
| mai 1945                                 | janvier 1946 (démission) | Louis Le Mazier                           | SFIO      | Agriculteur Conseiller général de Jugon-les-Lacs (1945 → 1949) |
| janvier 1946                             | mai 1953                 | Roger Lapôtre                             |           | Bûcheron                                                       |
| mai 1953                                 | mars 1977                | Mathurin Jan                              |           |                                                                |
| mars 1977                                | mars 1987 (décès)        | Marcel Meslay                             | PS        | Instituteur                                                    |
| 1987                                     | mars 1989                | André Hamon                               | PS        |                                                                |
| mars 1989                                | mars 2001                | Hélène Hamon                              | DVD       | Retraitée, maire honoraire                                     |
| mars 2001                                | mars 2008                | Madeleine Houzé                           | DVG       | Maire honoraire                                                |
| mars 2008                                | 23 mai 2020              | Alain Briens                              | DVD       | Agriculteur retraité, maire honoraire                          |
| 23 mai 2020                              | En cours                 | Michel Vimont                             | DVD       | Agriculteur retraité, ancien adjoint                           |

## Population et société

### Démographie
L'évolution du nombre d'habitants est connue à travers les recensements de la population effectués dans la commune depuis 1793. Pour les communes de moins de 10 000 habitants, une enquête de recensement portant sur toute la population est réalisée tous les cinq ans, les populations de référence des années intermédiaires étant quant à elles estimées par interpolation ou extrapolation. Pour la commune, le premier recensement exhaustif entrant dans le cadre du nouveau dispositif a été réalisé en 2007.

En 2022, la commune comptait 1 602 habitants, en évolution de +12,5 % par rapport à 2016 (Côtes-d'Armor : +1,78 %, France hors Mayotte : +2,11 %).
| 1793  | 1800  | 1806  | 1821  | 1831  | 1836  | 1841  | 1846  | 1851  |
| ----- | ----- | ----- | ----- | ----- | ----- | ----- | ----- | ----- |
| 1 688 | 1 713 | 1 763 | 1 903 | 2 007 | 2 017 | 2 024 | 2 044 | 2 128 |

| 1856  | 1861  | 1866  | 1872  | 1876  | 1881  | 1886  | 1891  | 1896  |
| ----- | ----- | ----- | ----- | ----- | ----- | ----- | ----- | ----- |
| 2 054 | 2 051 | 2 077 | 2 162 | 2 255 | 2 211 | 2 255 | 2 302 | 2 186 |

| 1901  | 1906  | 1911  | 1921  | 1926  | 1931  | 1936  | 1946  | 1954  |
| ----- | ----- | ----- | ----- | ----- | ----- | ----- | ----- | ----- |
| 2 084 | 2 041 | 1 959 | 1 737 | 1 707 | 1 644 | 1 562 | 1 436 | 1 388 |

| 1962  | 1968  | 1975  | 1982  | 1990  | 1999  | 2006  | 2007  | 2012  |
| ----- | ----- | ----- | ----- | ----- | ----- | ----- | ----- | ----- |
| 1 399 | 1 390 | 1 336 | 1 300 | 1 232 | 1 238 | 1 256 | 1 258 | 1 318 |

| 2017  | 2022  | - | - | - | - | - | - | - |
| ----- | ----- | - | - | - | - | - | - | - |
| 1 439 | 1 602 | - | - | - | - | - | - | - |

### Évènements
Le 1er week end du mois d'août depuis 1974, la fête du bois au village d'antan est organisée par l'association de la ferme d'antan.

### Sports
Associations sportives : (club de football), les Avirons d'Armor (club d'aviron) ou Hunaudaye Tonic ("Gym Tonic"), des associations touchant à l'art comme la chorale de la Hunaudaye, l'art floral, la troupe de théâtre "Pécroute & Co", mais aussi des associations diverses telles que le club de chasse ou l'association "Awar Bonyolo", œuvrant pour le Burkina.

## Culture locale et patrimoine

### Lieux et monuments
La commune compte quatre monuments historiques et 22 monuments inventoriés :
- l'église Saint-Malo,  Inscrite MH (1926, Façade et nef)[37] ;

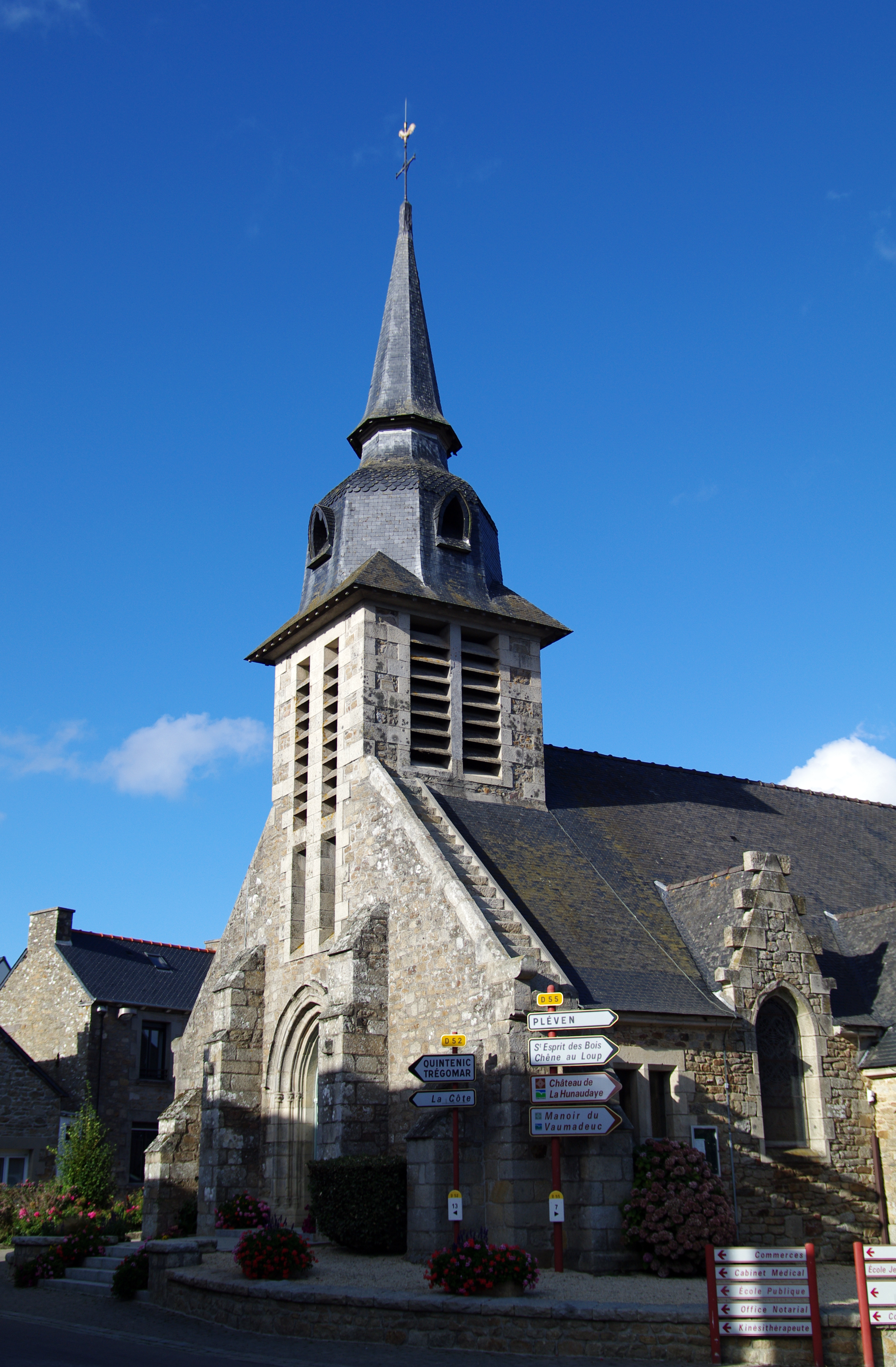
Église Saint-Malo : façade et clocher.
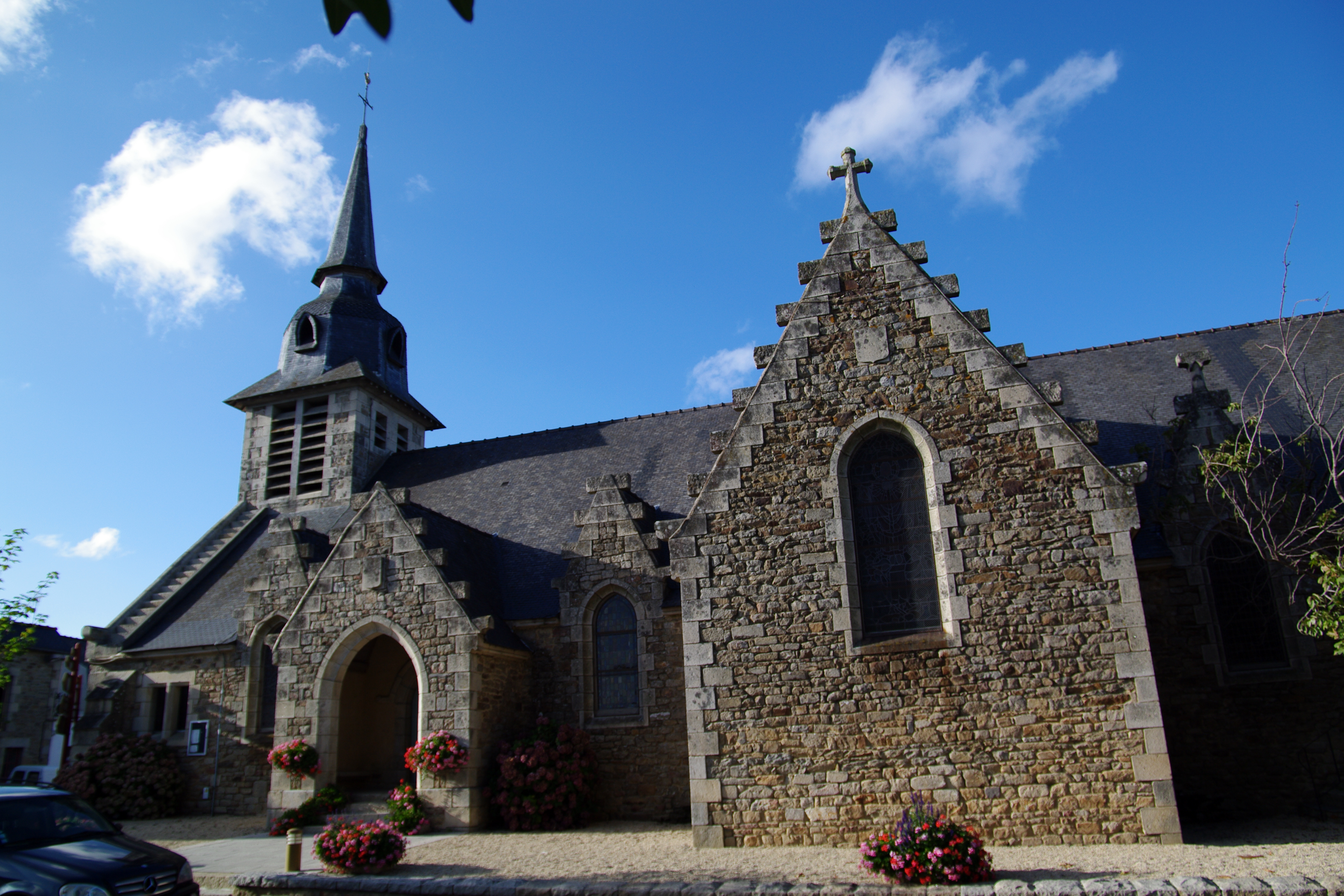
Église Saint-Malo : vue extérieure d'ensemble.
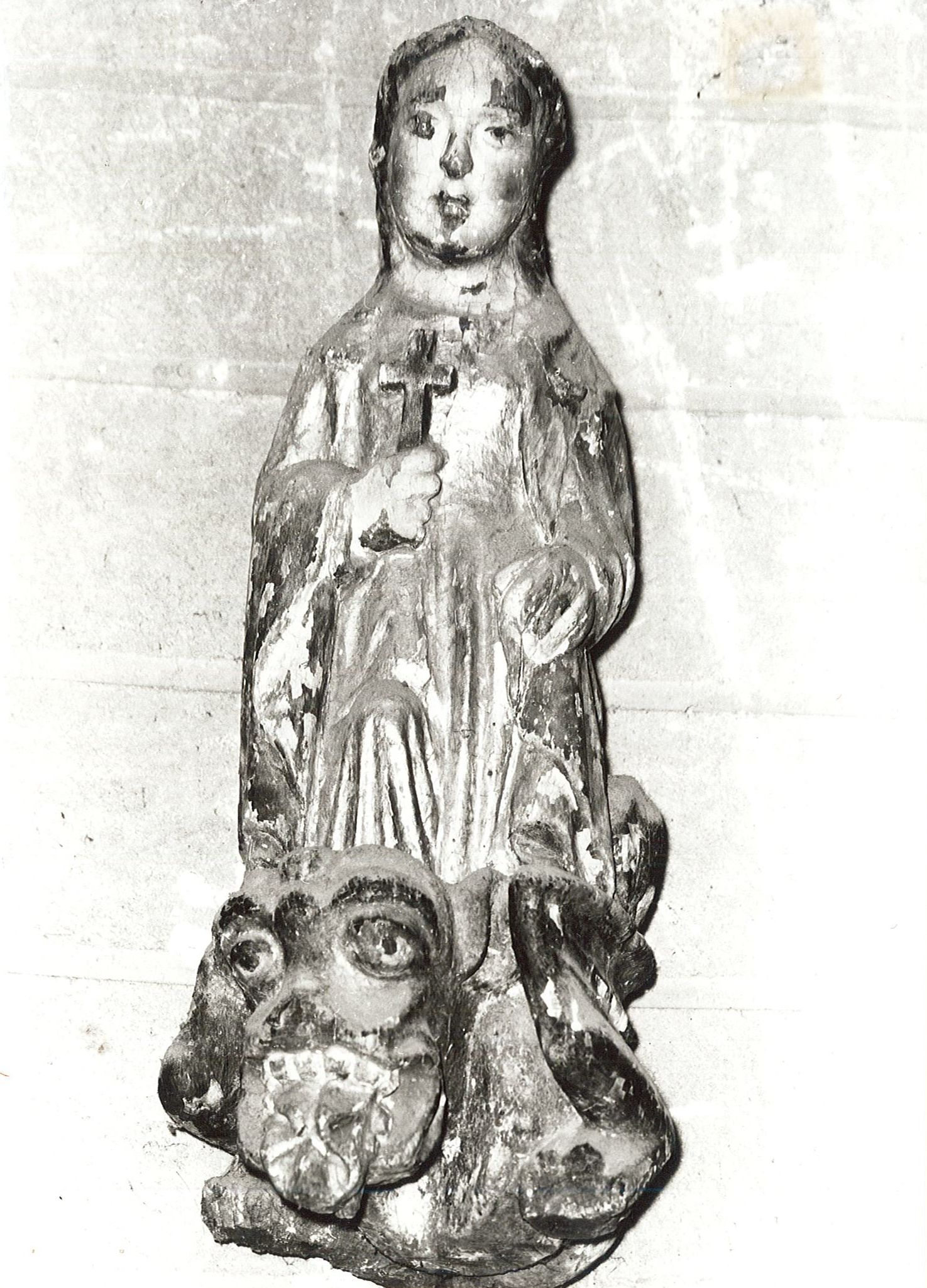
Église Saint-Malo : statue de sainte Marguerite.

- le château de la Hunaudaye, XIIIe siècle,  Classé MH (1922, 1930, Le château : classement par décret du 18 février 1922 - La parcelle dite Les Glacis, entourant le château : classement par arrêté du 27 novembre 1930)[38] ;

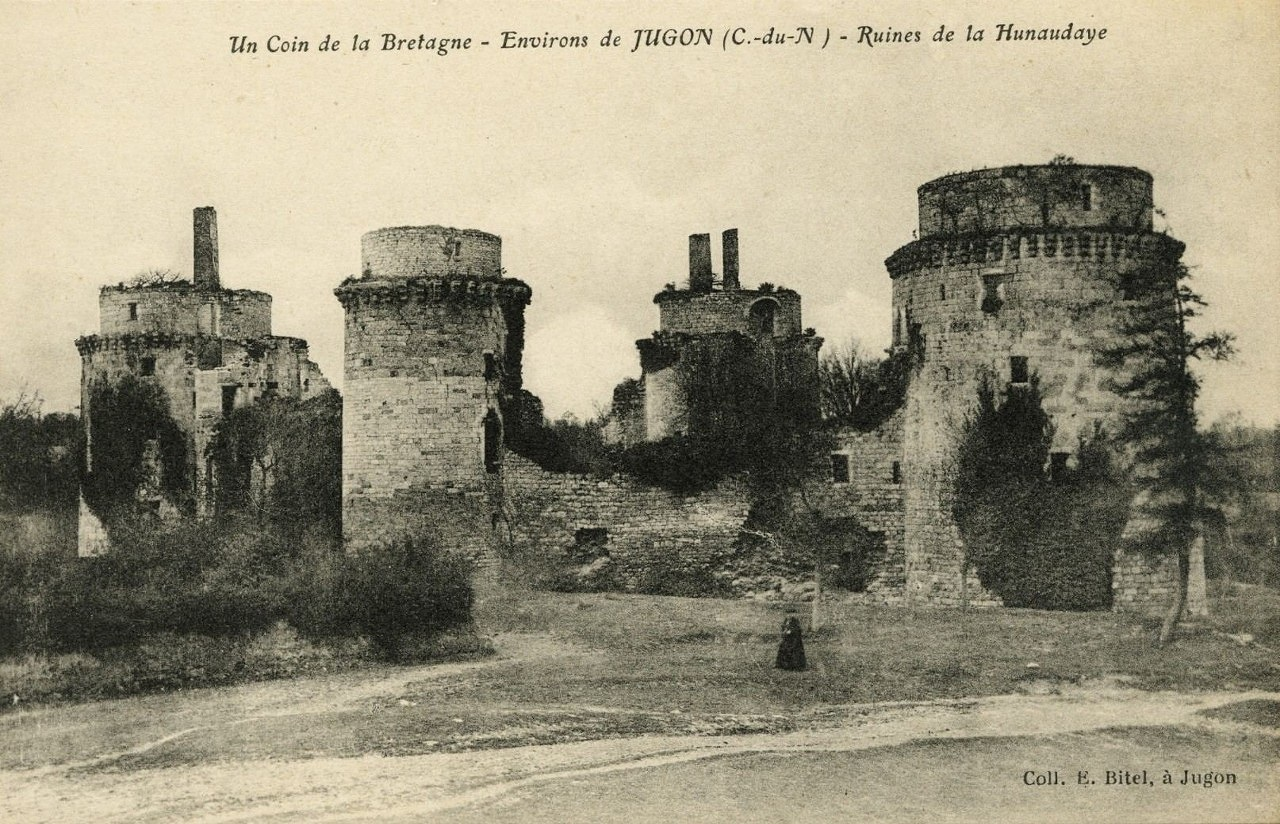
Les ruines du château de la Hunaudaye vers 1920 (carte postale).
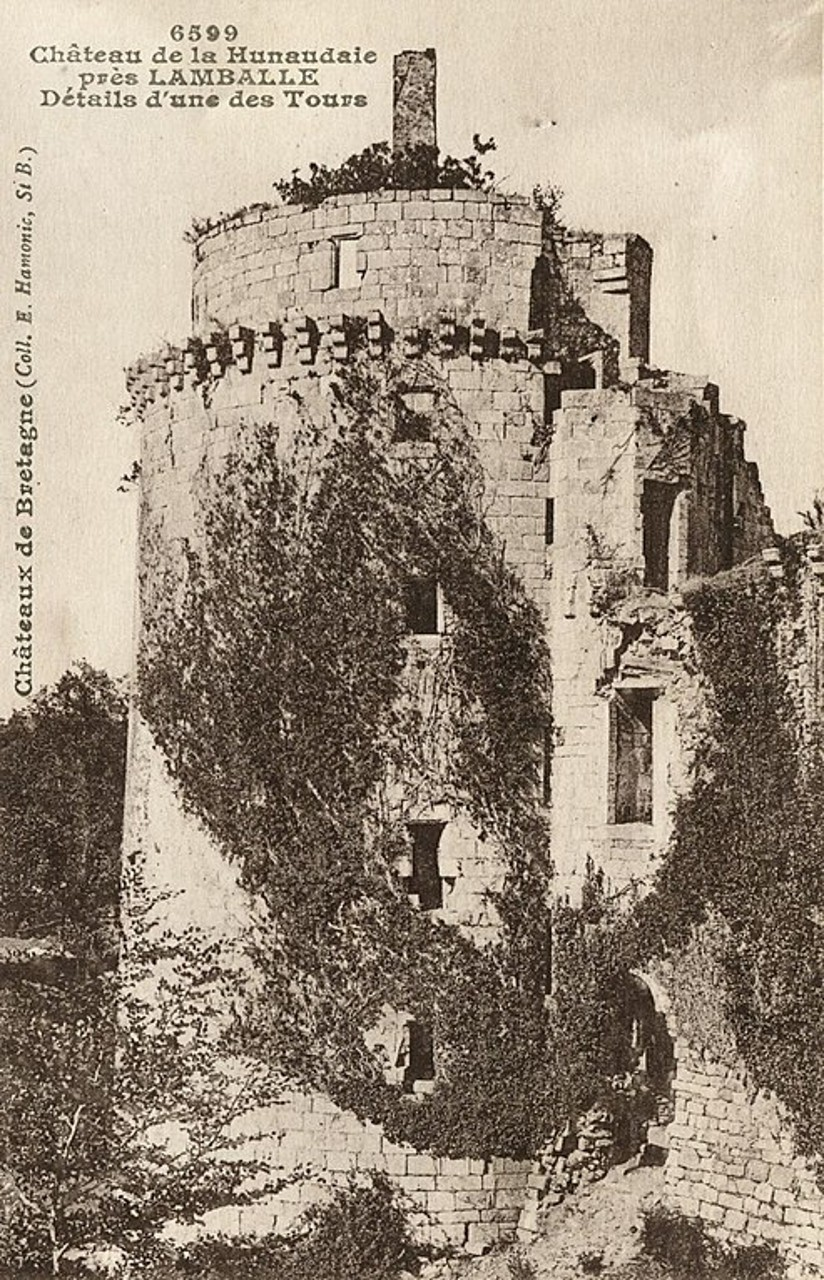
Les ruines du château de la Hunaudaye vers 1920 ; l'une des tours (carte postale Émile Hamonic).
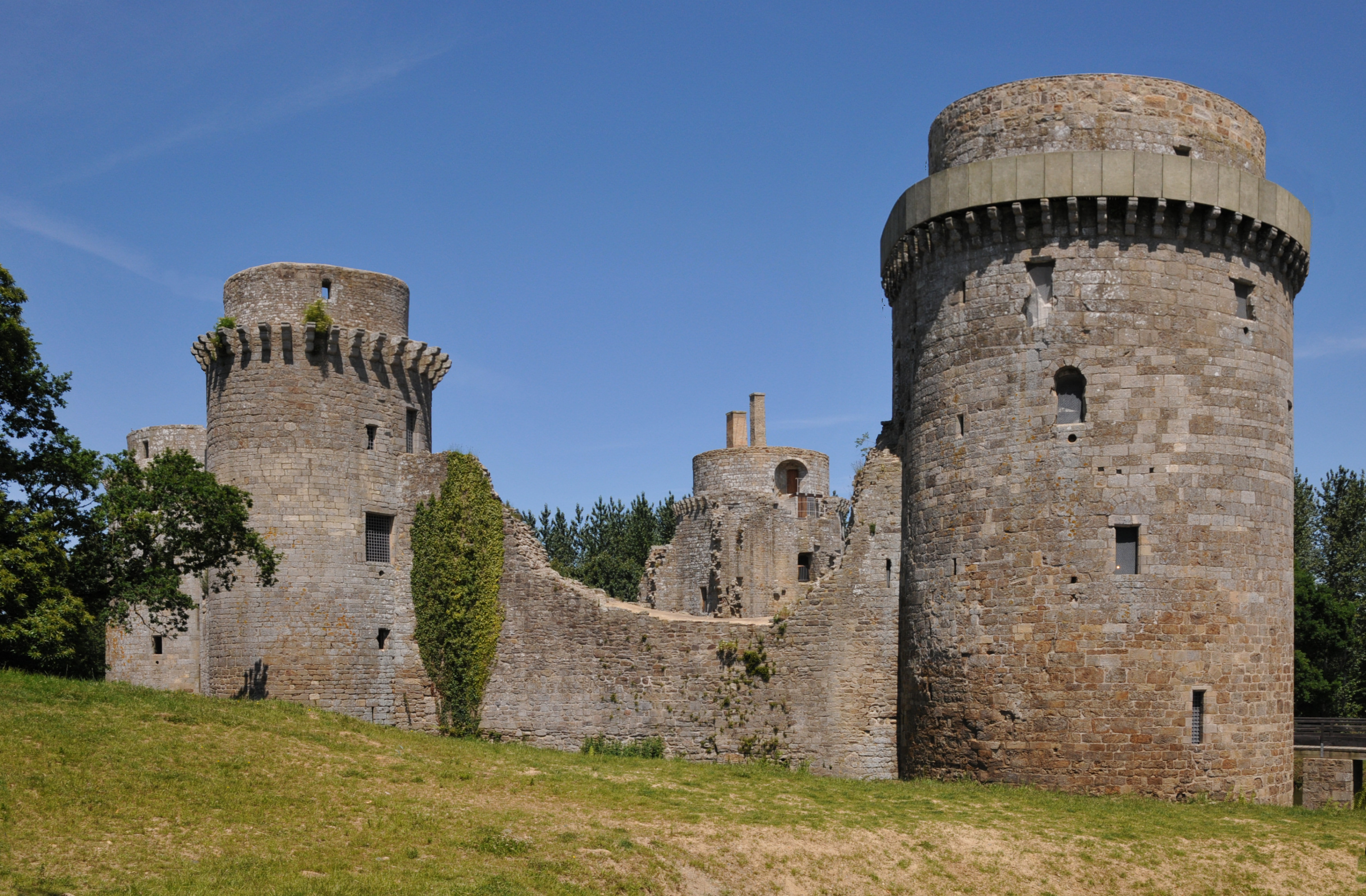
Château de la Hunaudaye.

- le château du Guillier, XVIIe siècle,  Inscrit MH (1990, Façades et toitures du logis (parties XVIIe et XVIIIe siècles) , de la chapelle et des dépendances (XVIIIe siècle) ; cour ; jardin à la française ; grande allée du parc)[39] ;
- le château de Saint-Aubin, construit en 1900[40] pour la famille Palluel, à proximité de l'emplacement de l'ancienne abbaye de Saint Aubin, détruite, dont restent quelques vestiges (anciens logements). Le domaine passe en 1904 aux de Guényveau par mariage[réf. nécessaire]. Ce château, de plan complexe, à plusieurs corps de bâtiments, est implanté dans un vaste domaine forestier parcouru d'avenues et entouré d'un parc. Une orangerie est adossée à la façade sud du logis. Le puits possède une superstructure en ferronnerie. Les communs sont construits en pierre et brique. Propriété privée, ne se visite pas, inscrit à l'inventaire général du patrimoine culturel[41] ;

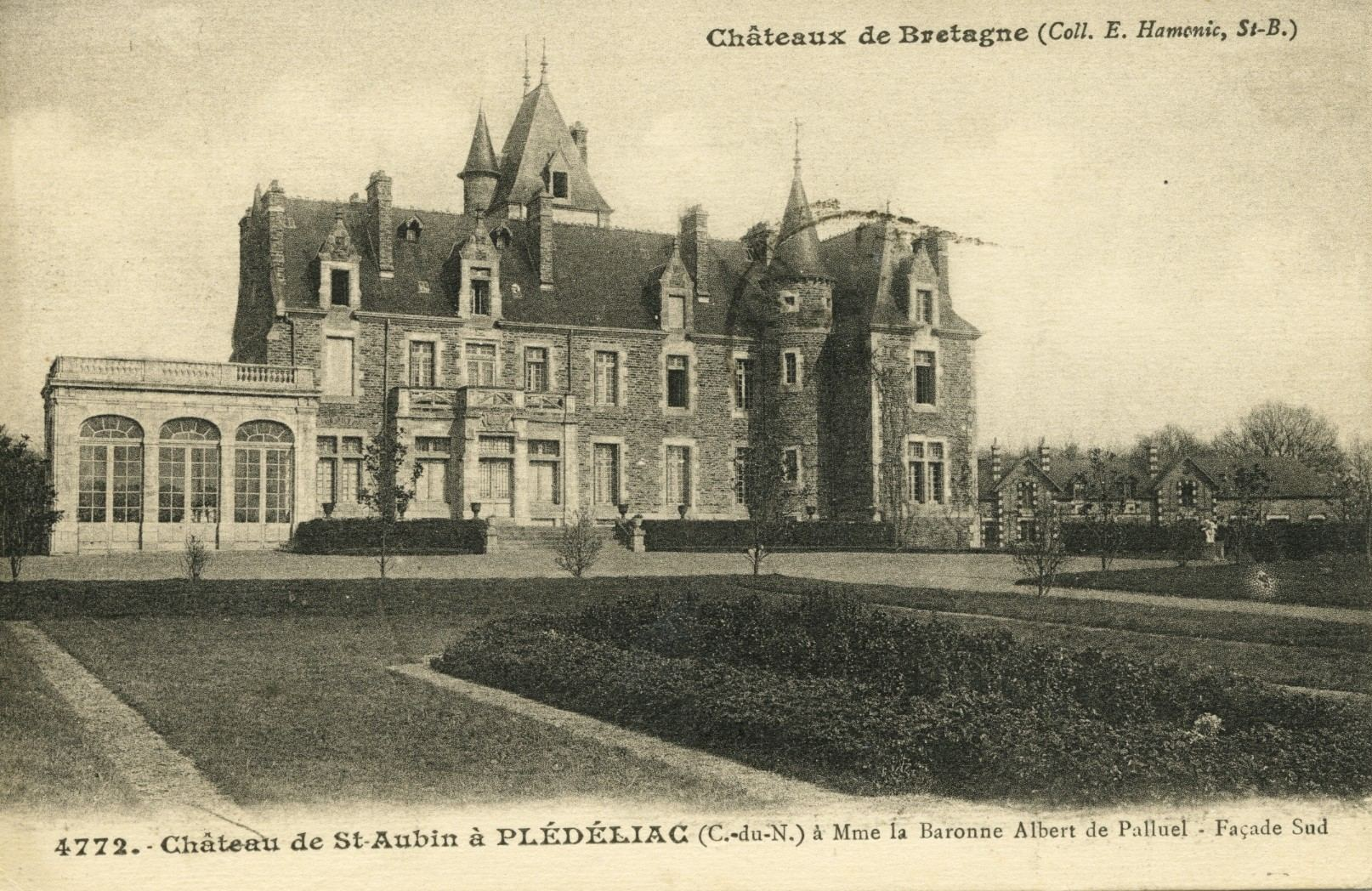
Le château de Saint-Aubin vers 1920 (carte postale Émile Hamonic).

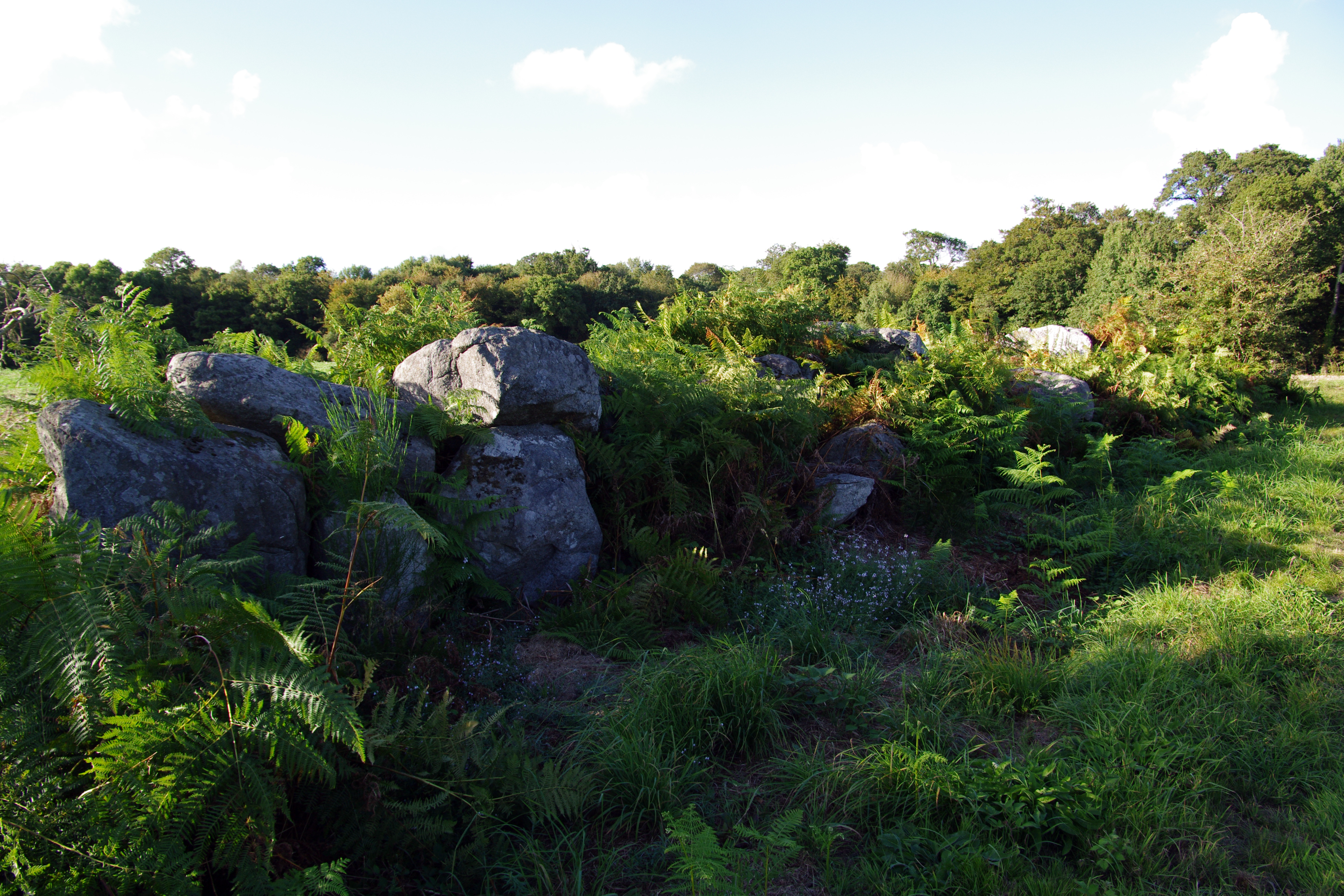
Allée couverte de Saint-André.

- allée couverte et alignement de Saint-André,  Classé MH (1970, Allée couverte et alignement de menhirs)[42] ;

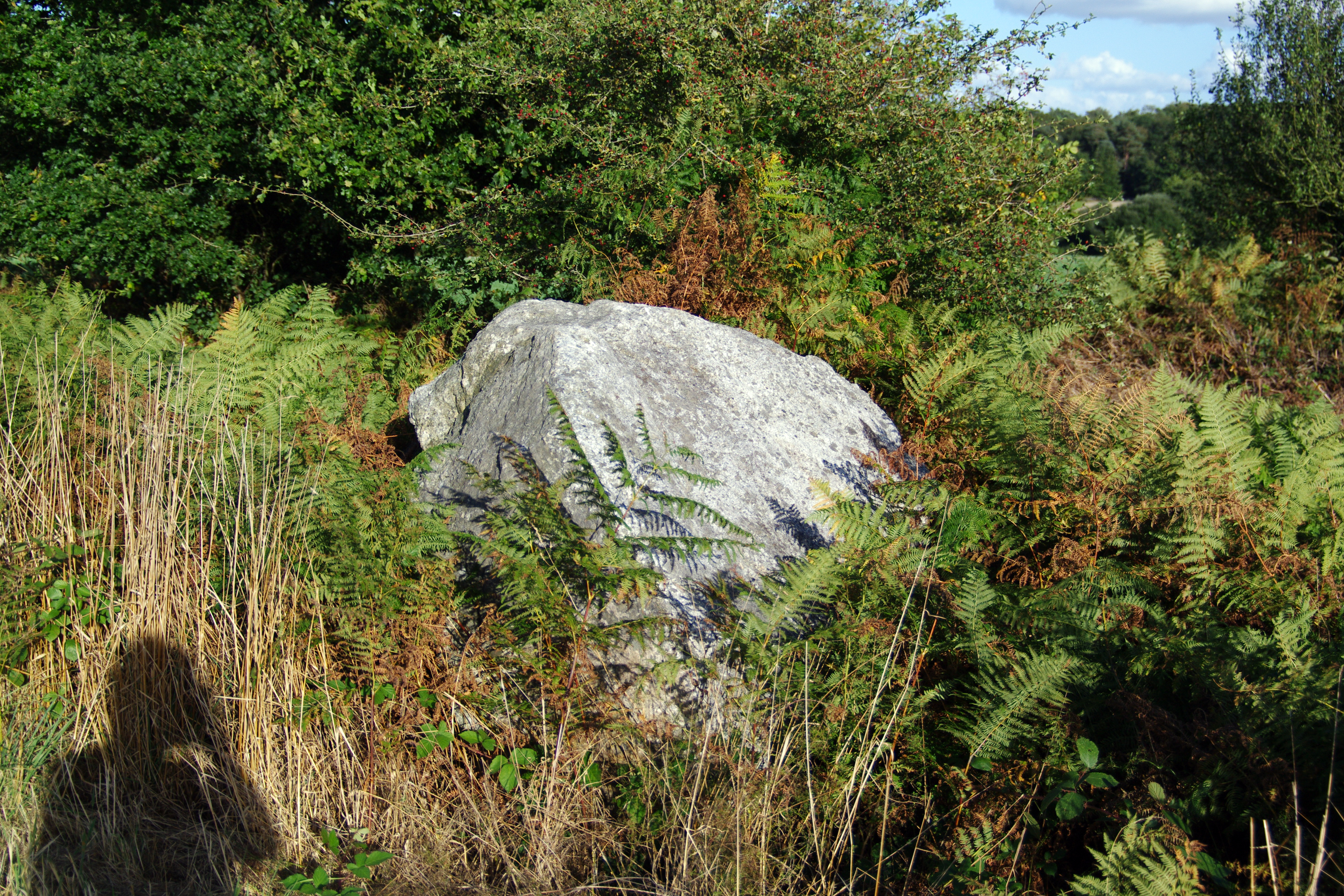
Allée couverte de Saint-André.
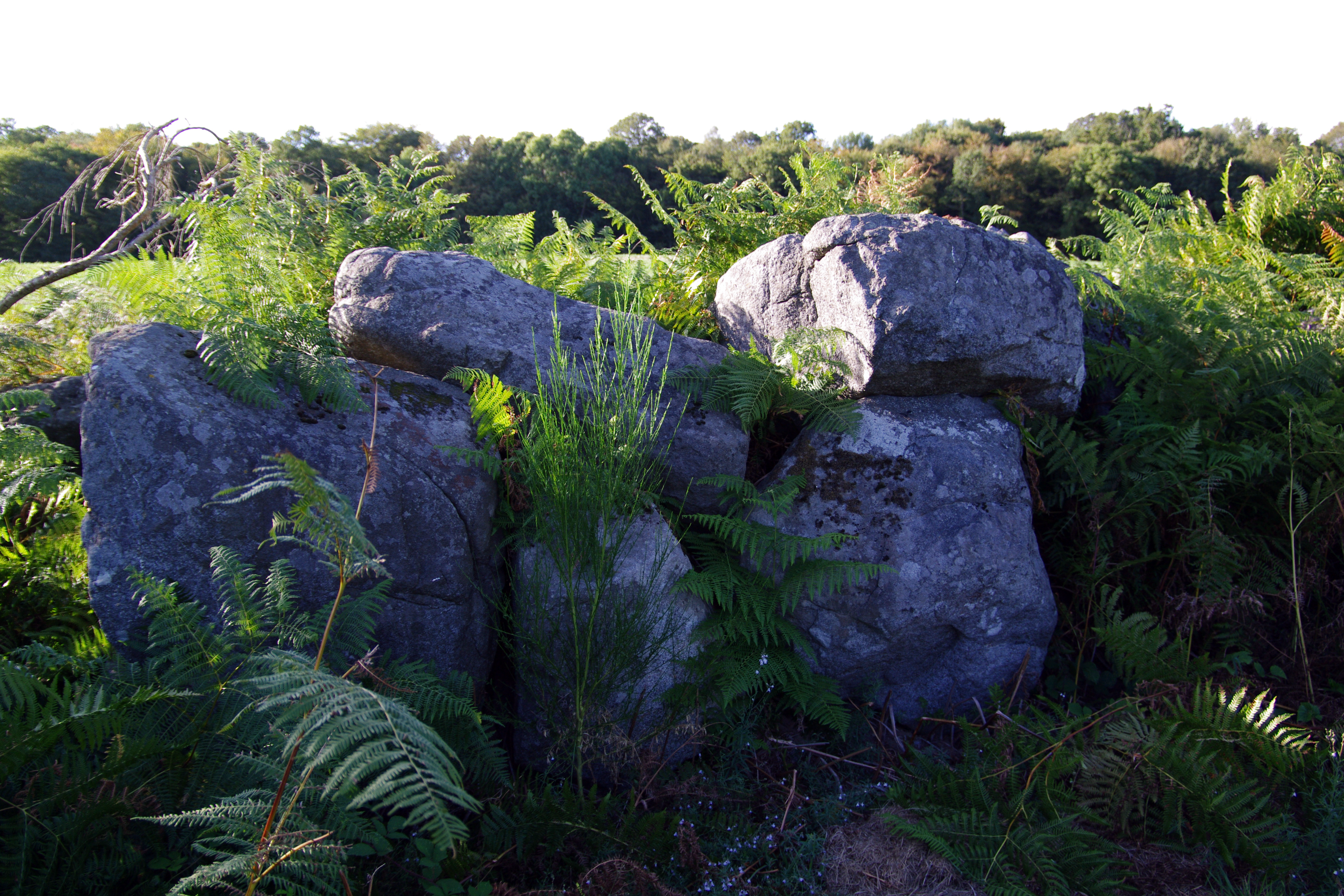
Allée couverte.

- l'allée couverte des Jeannetières ;
- les vestiges de l'abbaye de Saint-Aubin ou Saint-Aubin-des-Bois (XIIe siècle), inventorié au titre des monuments historiques[43] ;
- La chapelle du Saint-Esprit, (XXe siècle), située au lieu-dit le Saint-Esprit-des-Bois et reconstruite vers 1925. Elle abrite une statue de saint Jean Baptiste datée du XIVe siècle, un retable en bois porte les armes de la famille de Rieux, propriétaire de La Hunaudaye aux XVIIe et XVIIIe siècles. La chapelle conserve les tableaux de Philippe  intitulés La Sainte Famille et La Mort (1781)[44],[45] ;

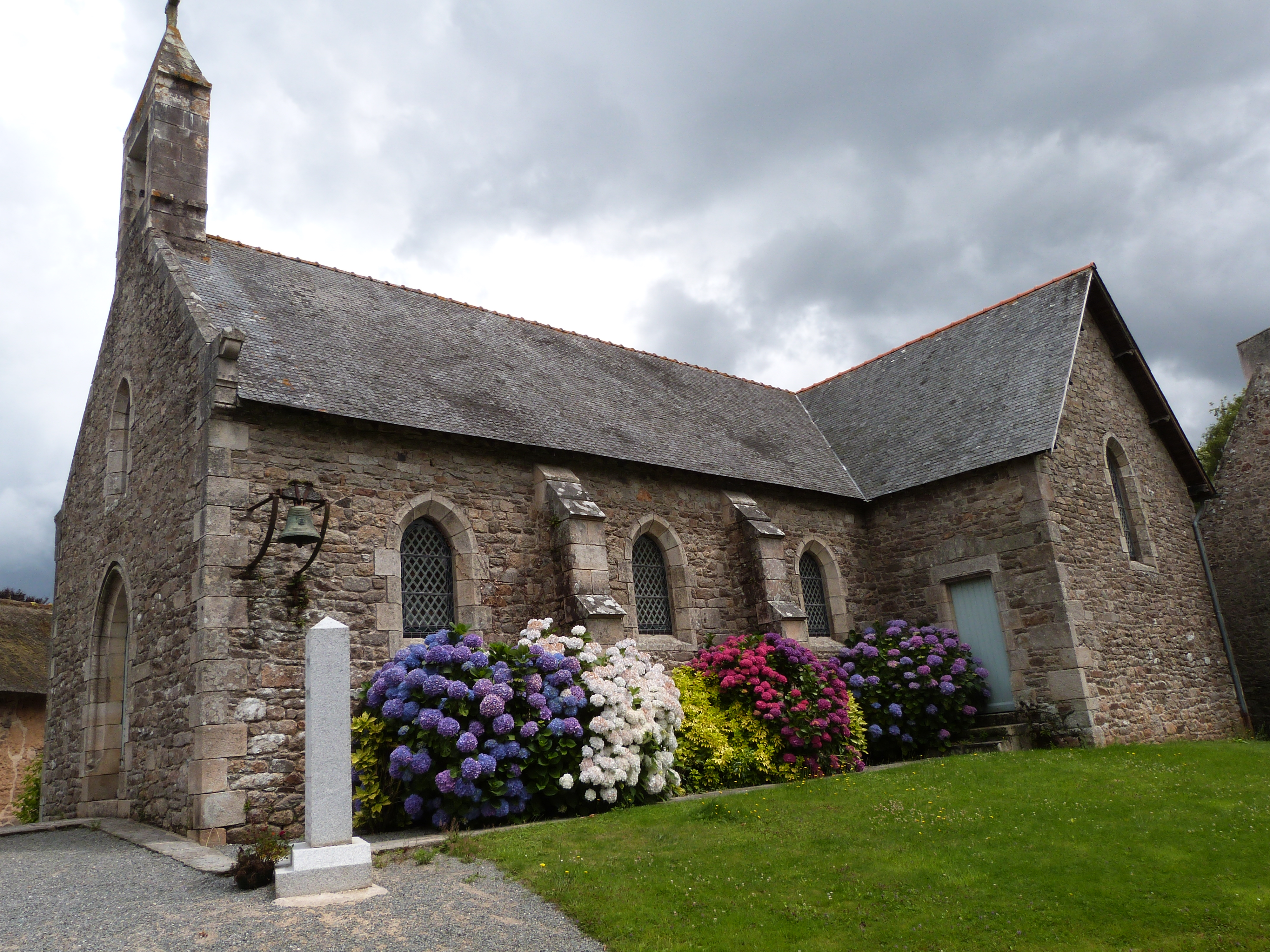
Chapelle du Saint-Esprit : vue extérieure d'ensemble.
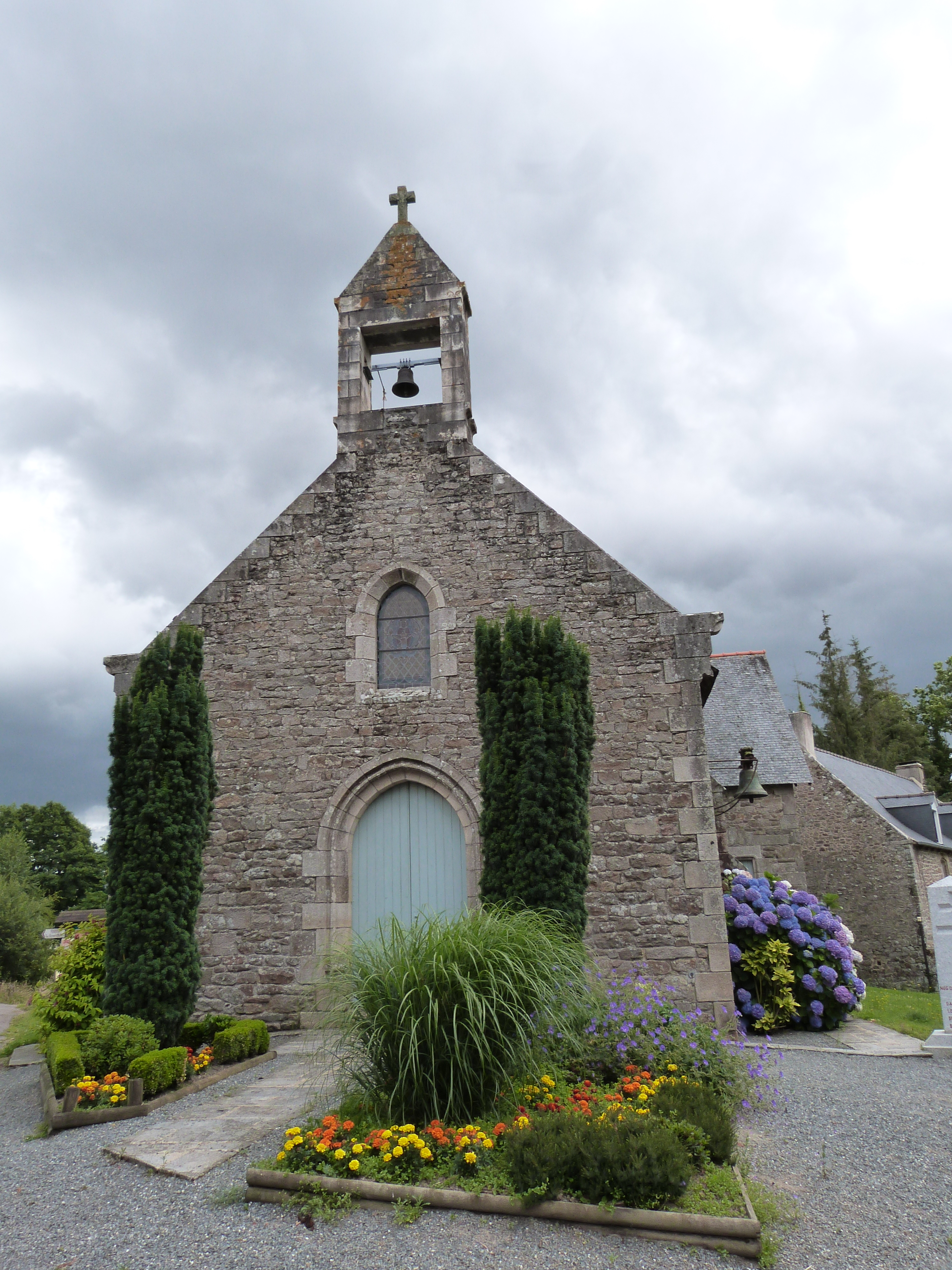
Chapelle du Saint-Esprit : la façade.
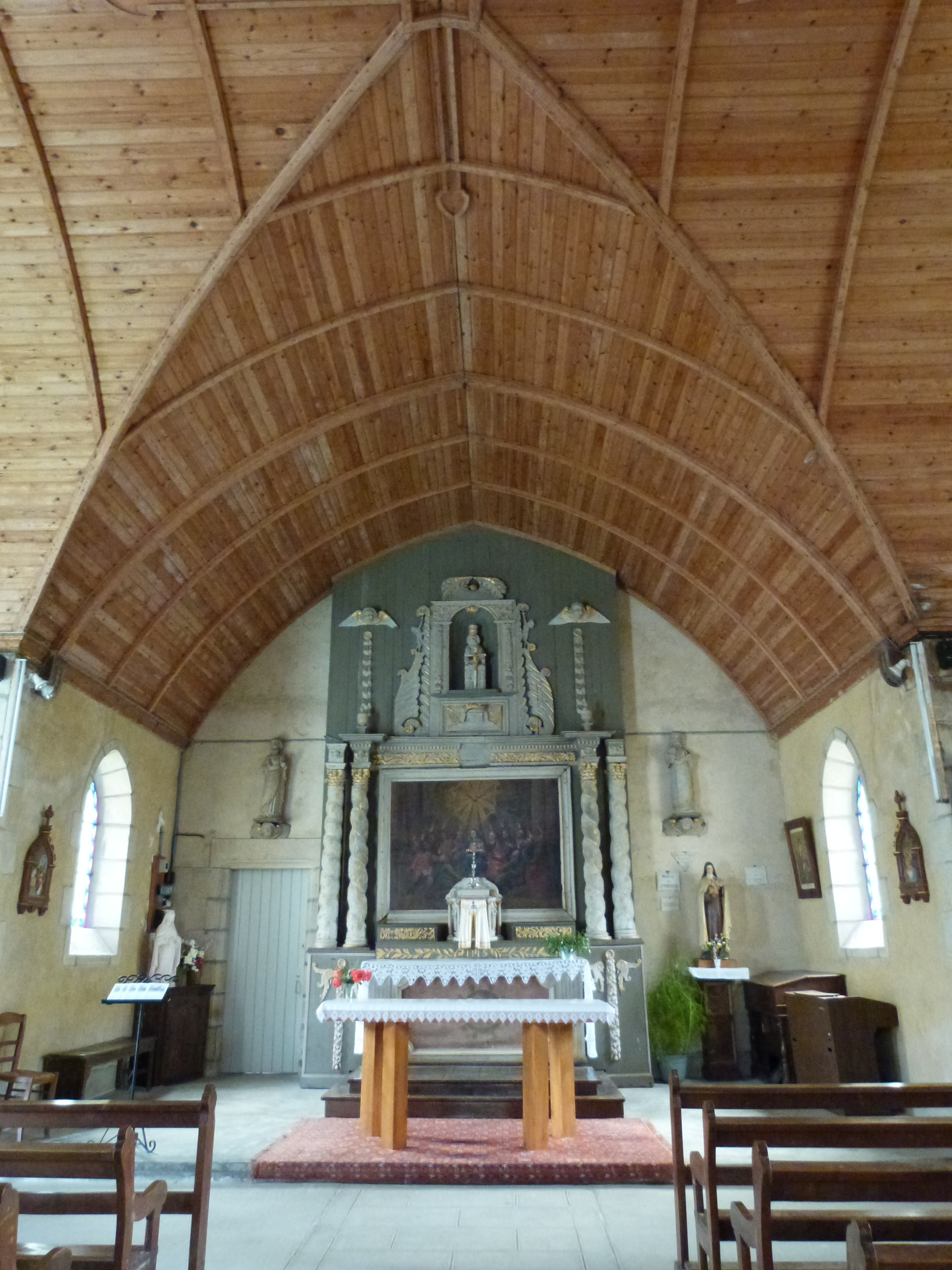
Chapelle du Saint-Esprit : vue intérieure.

- le manoir de Belouze, XVIe siècle, est aujourd'hui une ferme-auberge pédagogique, accueillant surtout les enfants et les classes de découverte, principalement autour du thème de la nature.
- l'écomusée de la Ferme d'Antan : musée ouvert au public depuis 1978, il restitue la vie d'une ferme dans les années 1920[36].

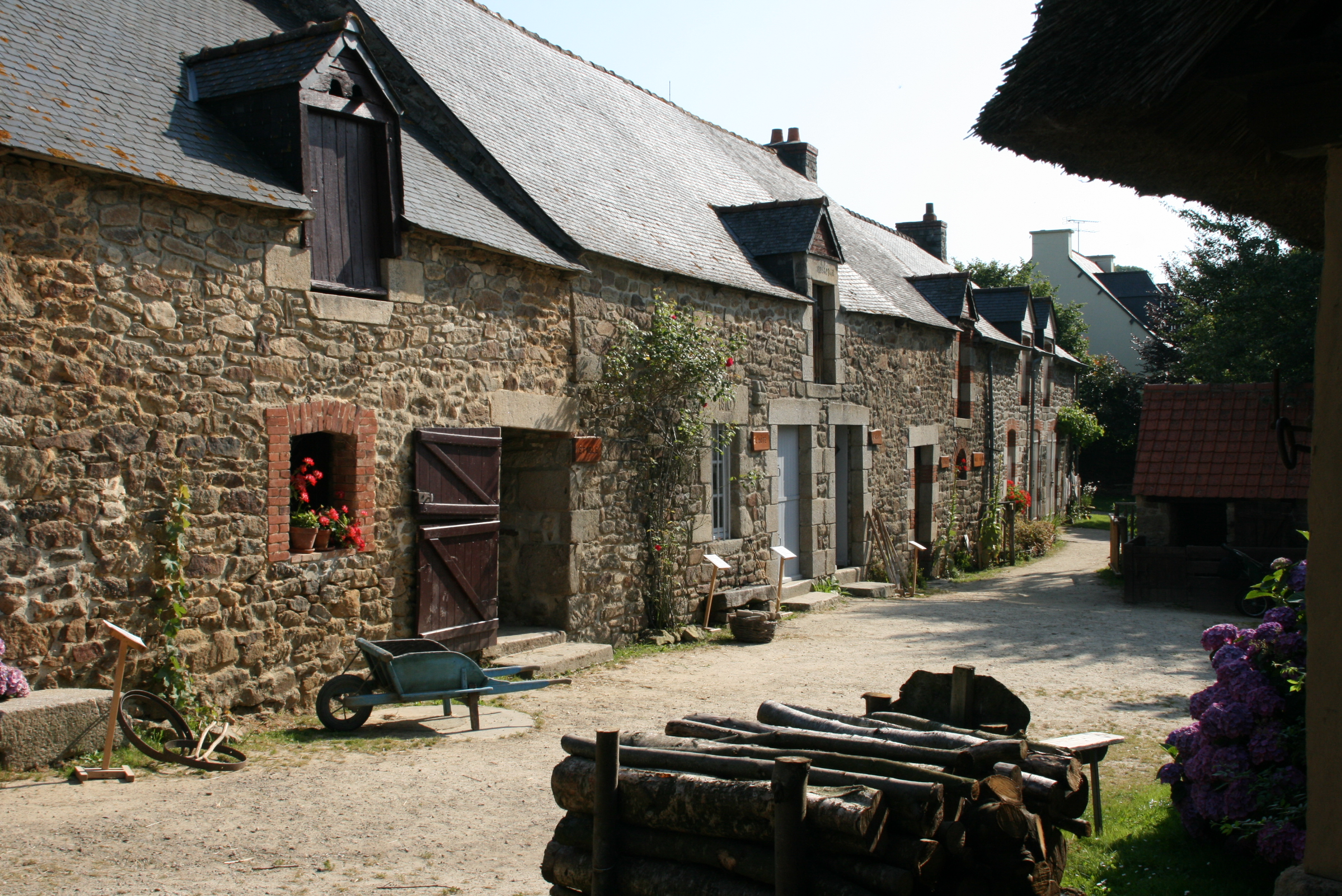
la Ferme d'Antan.

### Personnalités liées à la commune
- Albert Meslay (né en 1956), humoriste.
- Pierre Morice (né en 1962), joueur de football.
- Dominique Rault (né en 1971), coureur cycliste.